# Inlandsbanan
Inlandsbanan är en svensk järnväg som ursprungligen gick mellan Kristinehamn i söder och Gällivare i norr, totalt en sträcka av 1 288 kilometer (om sträckan Östersund–Brunflo, vilken är 15 kilometer och gemensam med Mittbanan, räknas in). 
Numera består Inlandsbanan av sträckorna Kristinehamn–Filipstad och Mora–Gällivare. Sträckan mellan Filipstad och Lomsmyren strax söder om Mora, är helt nedlagd för trafik. Spåret ligger dock helt kvar, och sommartid har även dressincykling förekommit på delar av banavsnittet. Sträckan Kristinehamn–Nykroppa har rustats upp och ingår som en normal del av Trafikverkets nät.

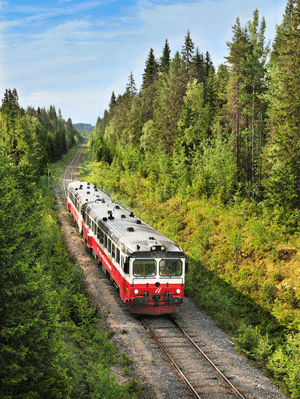
Passagerartåg på Inlandsbanan.

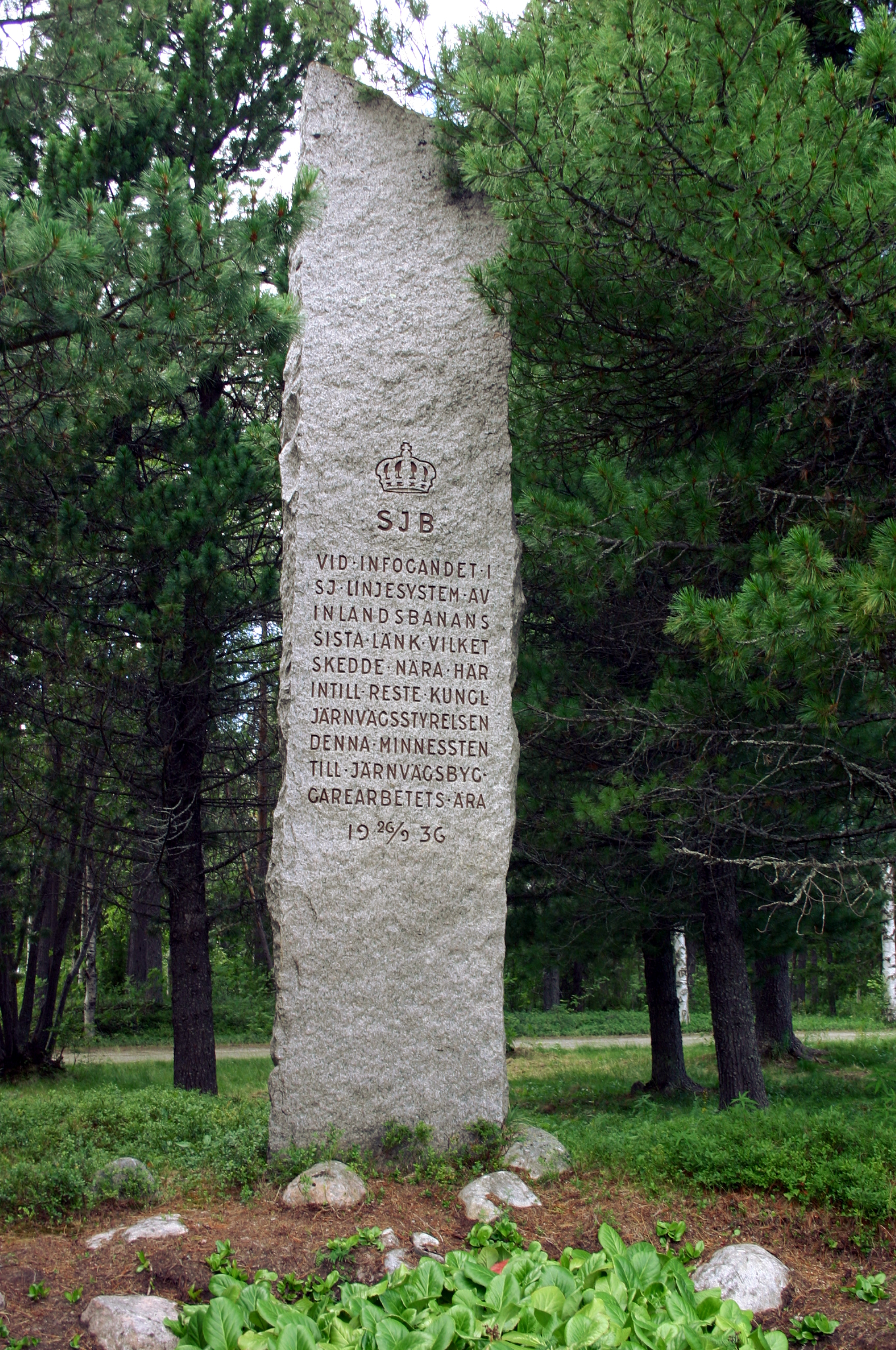
Inlandsbanemonumentet, Kåbdalis.

## Historia
De första tankarna om en förbindelse mellan landets nordligaste delar och de sydvästliga delarna presenterades i slutet av 1800-talet. År 1907 fattade riksdagen beslut om att bygga den första länken: Östersund–Ulriksfors, klar 1912. År 1911 kom beslut om nästa etapp, Ulriksfors–Vilhelmina). Året därefter gavs klartecken till sträckan Sveg–Brunflo, där trafiken startades 1922. Den nordligaste delen, Vilhelmina–Gällivare, beslutades 1917 och tog lång tid att bygga; den blev klar 1937. Banan stod klar till Dorotea 1915, till Vilhelmina 1918, till Storuman 1923 och till Arvidsjaur 1928. Sträckan Jokkmokk−Gällivare var klar 1937.
Staten köpte in de enskilda järnvägarna på sträckan Sveg–Kristinehamn åren 1916–1918. De enskilda järnvägarna invigdes 1857 för Kristinehamn–Sjöändan (Christinehamn–Sjöändans Järnväg, 1850 med häst), 1876 för Sjöändan–Persberg (Östra Värmlands Järnväg), 1891 för Persberg–Mora (Mora–Vänerns Järnväg) och 1909 för Orsa–Sveg (Orsa–Härjeådalens Järnväg).
Det skulle ta många år att slutföra det 931 kilometer långa bygget. Ursprungligen var banan planerad att invigas 1924, men beroende på en mängd faktorer som krig, brist på arbetskraft, lågkonjunktur m.m. blev bygget mycket försenat. Regeringen ville efter hand inte anslå så mycket pengar till bygget av nämnda skäl. Inte förrän den 6 augusti 1937 kunde SJ:s generaldirektör Axel Granholm hålla invigningstalet, vilket skedde i Kåbdalis.
Banan stod alltså helt klar 1937. Detta var också slutet på den första järnvägsbyggnadsepoken i Sverige. Med undantag av den försenade linjen Ulricehamn–Jönköping och ett par kortare godsbanor, dröjde det till 1990-talet innan någon ny järnväg av betydelse byggdes.
Kostnaderna för inlandsbanebygget uppgick till 136 miljoner kronor, varav 26 miljoner gick till inköpet av de privata järnvägarna.

### Syfte
Grundtanken med Inlandsbanan var en inre stambana som skulle stärka näringslivet i norra och mellersta Sveriges inland, men samtidigt i krigstid en viktig militär avlastningslinje för Norra stambanan. Järnvägsbygget hade dock dragit ut på tiden, och sedermera visade det sig att banan hade en så låg teknisk standard att den aldrig skulle kunna överta stambanans trafik. Framgångarna under 1800-talet med att skapa industri i glesbefolkade områden i södra Sverige upprepades inte här. Avstånden var för långa för att ha annan industri än sådan som baserades på lokala råvaror. Den mest betydande dylika längs banan var trä, men träindustri fanns redan vid kusten, och träindustrin i inlandet hade svårare att konkurrera. Godstrafiken längs banan blev mest träråvara till industrier på andra håll, inte så mycket varor från eller till lokal industri.

### Utveckling under efterkrigstiden
Under 1950- och 1960-talen ökade bilinnehavet kraftigt i Sverige och en långsam järnväg med låg turtäthet var inte lika attraktiv för en bilägare. Därmed gick passagerarantalet ned.
En stor omläggning skedde 1964 då sträckan Nykroppa–Herrhult–Persberg nedlades. I stället byggdes en förbindelse från Nykroppa till Hornkullen på Bergslagsbanan, som tågen följde till Daglösen, vidare på den befintliga bibanan till Filipstad, därpå via en nybyggd sträcka till Persberg. På det sättet kunde tågen gå via Filipstad i stället för genom glesbygden längre österut.

### Övertagande av IBAB 1993
Under årens lopp kom sedan person- och godstrafiken att minska successivt. Avregleringen av järnvägstrafiken i början av 1990-talet gjorde att ett tiotal kommuner utmed banan kunde gå samman och överta den då nedläggningshotade Inlandsbanan mellan Mora och Gällivare från Banverket. För detta ändamål bildades Inlandsbanan AB (IBAB) 1993, som har såväl nyttjanderätt till som ansvar för banan. Bolaget ägs av nitton kommuner längs Inlandsbanan och ansvarar för förvaltning av banan. Bolaget ska verka för att trafiken på Inlandsbanan ökar och att tvärbanorna öppnas för trafik.
Bolaget får statliga bidrag för drift och underhåll.

### NATO-inträde
I samband med NATO-inträdet 2024 har NATO framfört önskemål om att järnvägsinfrastrukturen i Sverige förstärks för att möta logistiska behov. Även Inlandsbanan anses intressant i detta sammanhang, bl.a. för att dess lägre tekniknivå anses göra den mindre sårbar.

## Infrastruktur

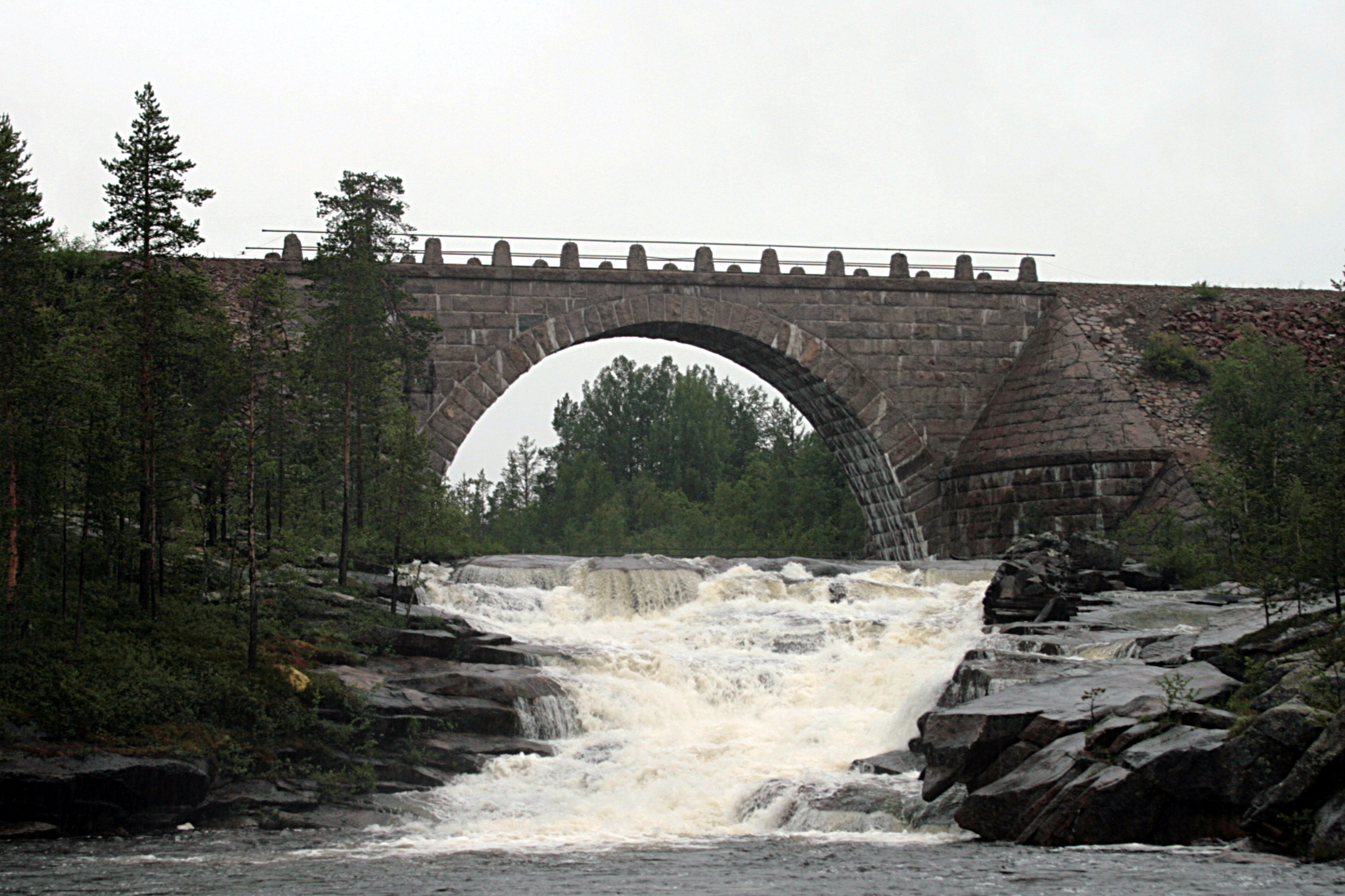
Bro vid Pakkojåkkå.

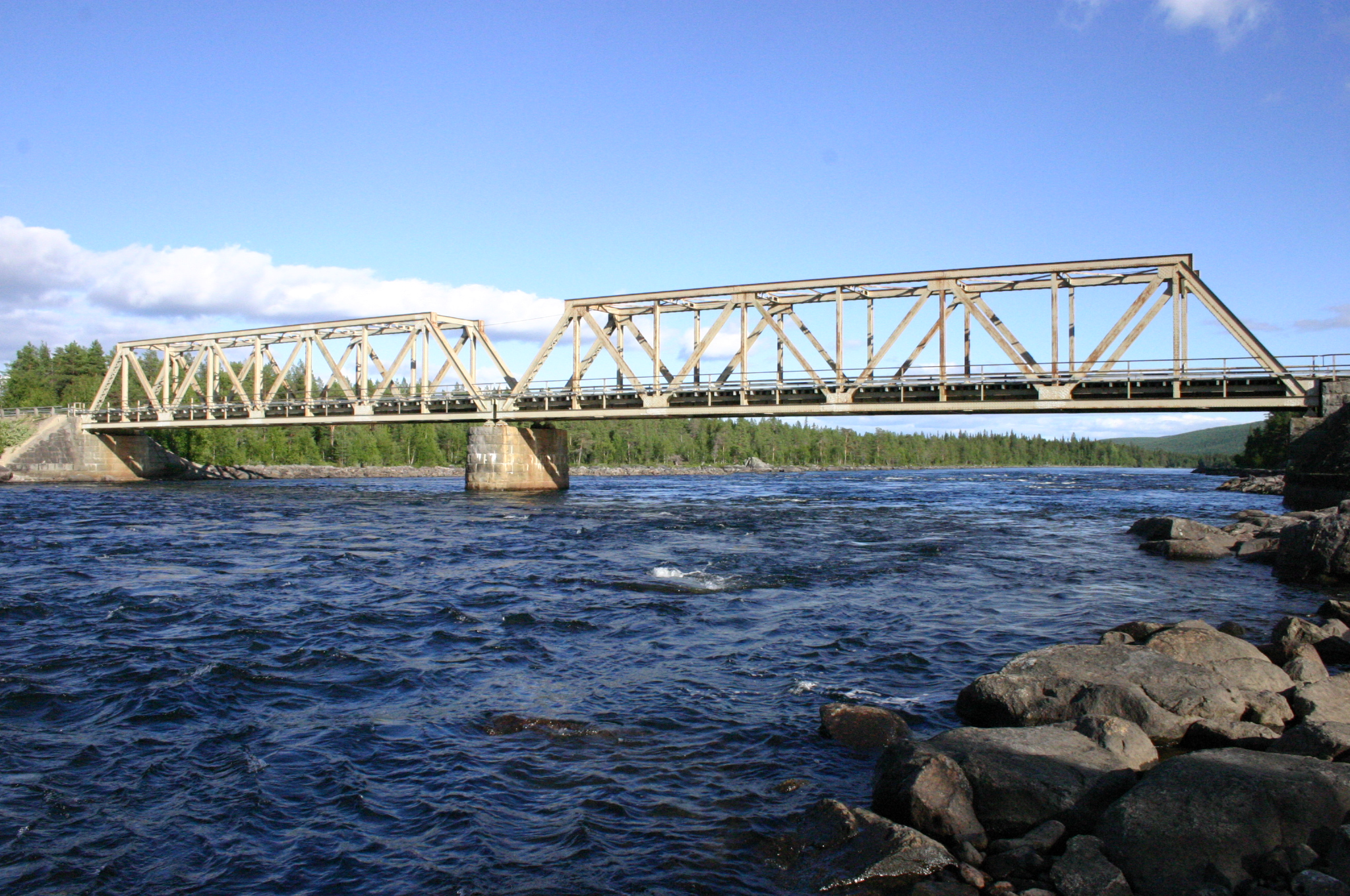
Bron över Piteälven.

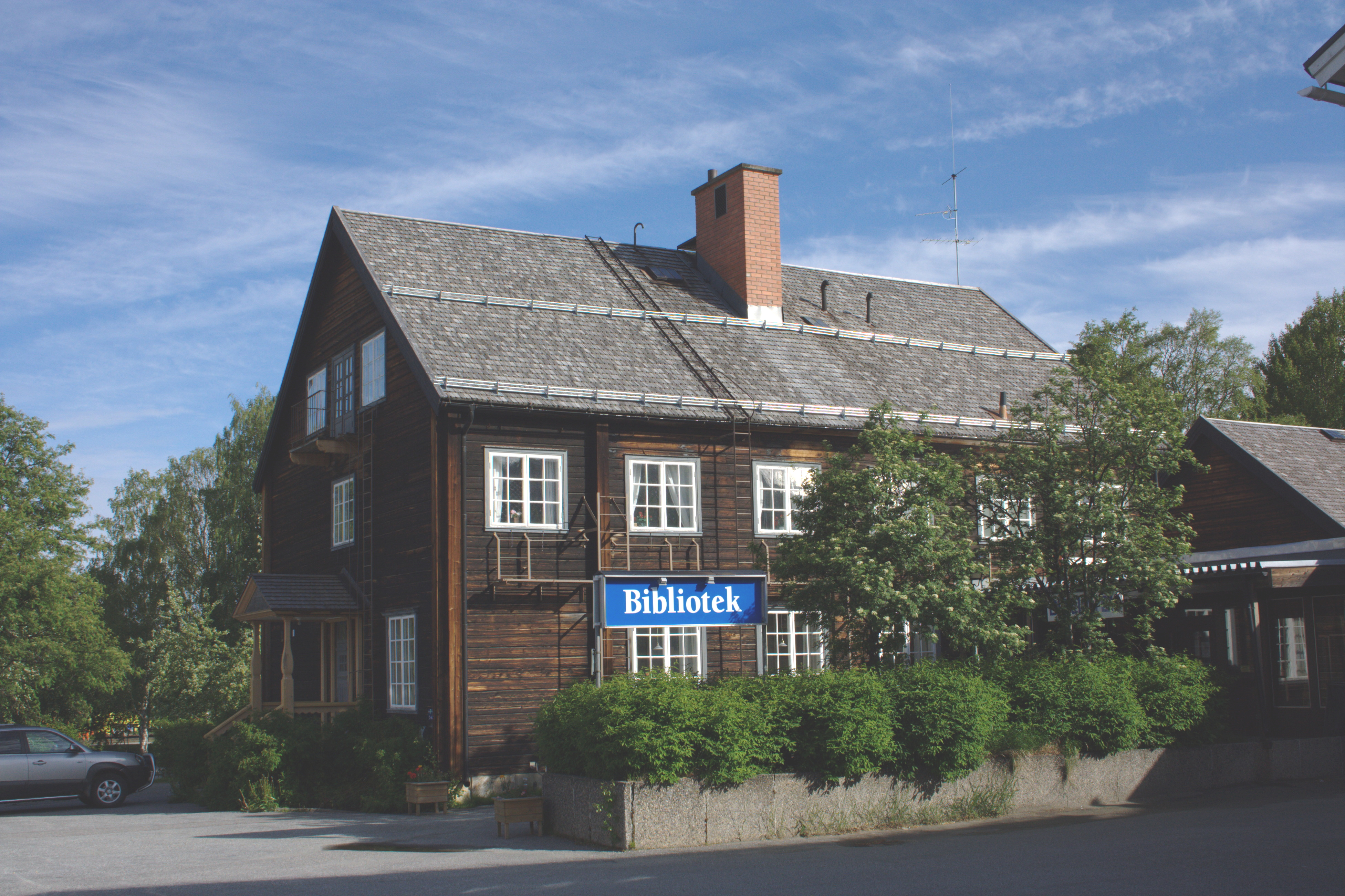
Järnvägshotellet i Storuman är numera bibliotek.

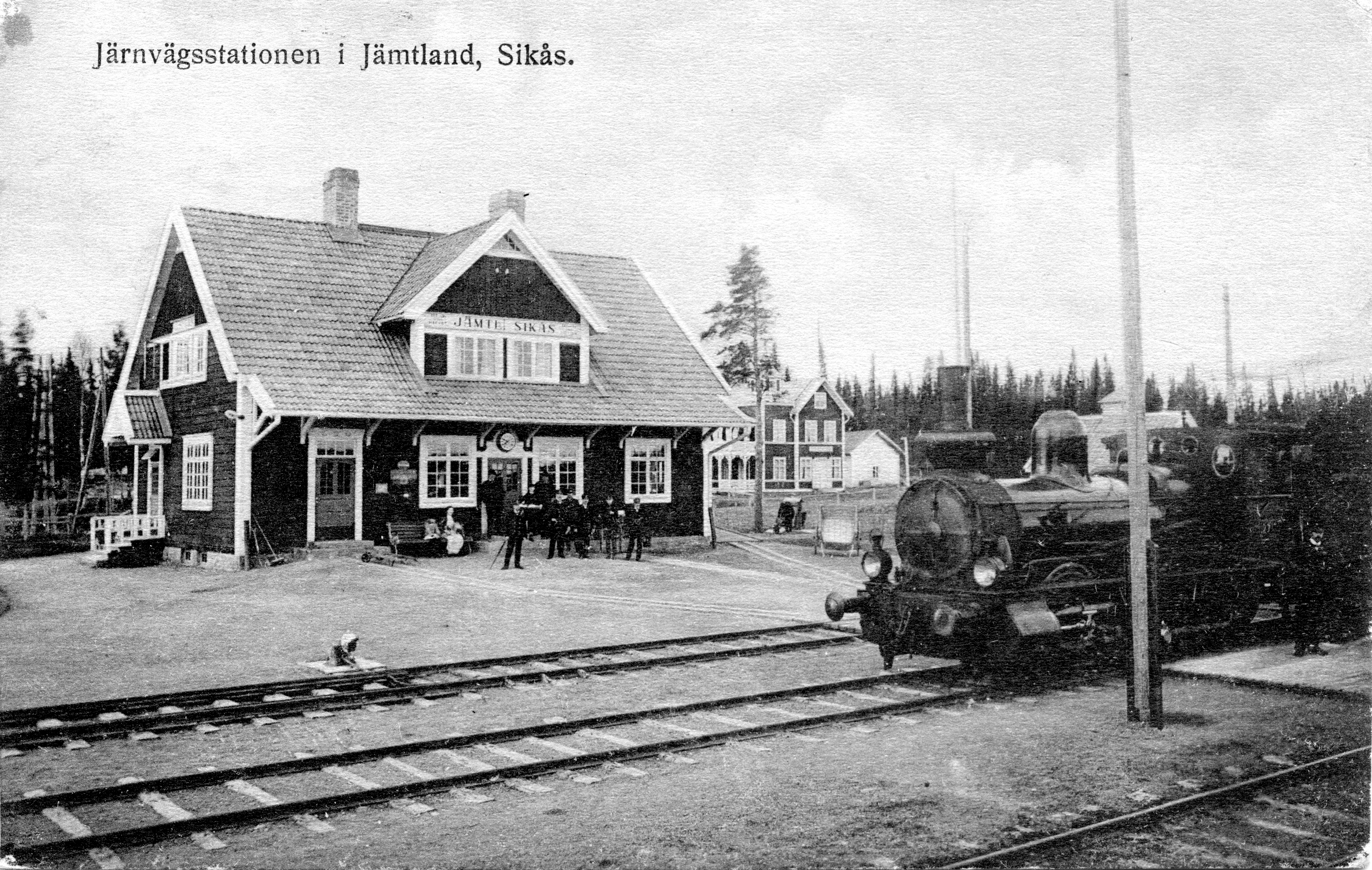
Sikås järnvägsstation i Jämtland, cirka 1915.

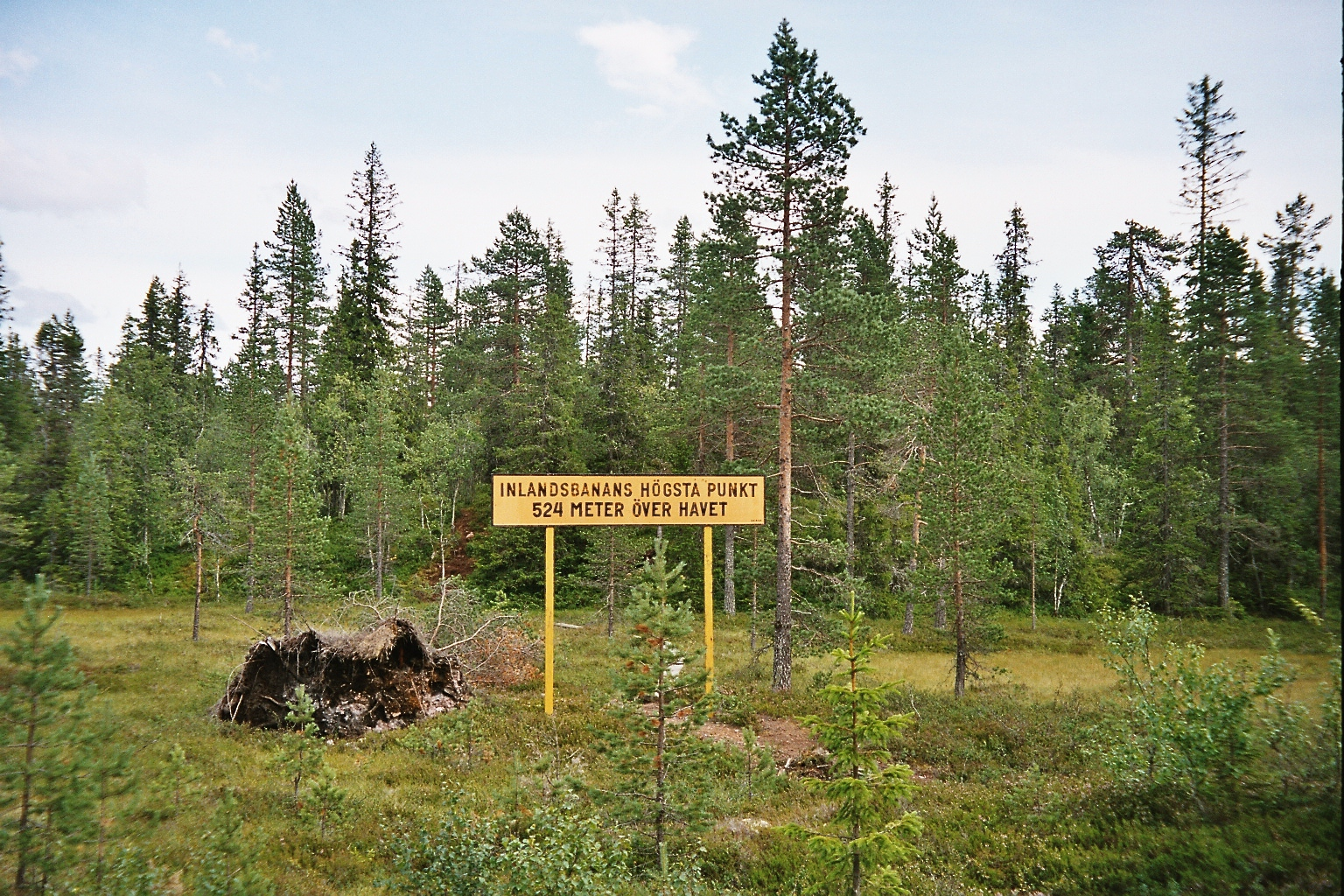
Inlandsbanans högsta punkt i Orsa Finnmark vid Koppången

### Broar
Det finns över 250 järnvägsbroar längs med Inlandsbanan. Många av dem är intressanta exempel på ganska långt driven ingenjörskonst. Banan går särskilt i norr genom terräng som genomkorsas av stora älvar och andra större vattendrag. Banan har två stycken kombibroar, dvs. broar med gemensam trafikbana för både bil- och tågtrafik, den ena i Sveg i Härjedalen – den s.k. Mankellbron över Ljusnan –, den andra är Piteälvsbron vid Hundforsen i Lappland, norr om Moskosel i Arvidsjaurs kommun. Fyra ytterligare sådana finns i Sverige, Oxbergsbron vid Oxberg i Dalarna, bron vid Rossön i Ångermanland, Hamnbron i Norrköping samt bron vid Roma Kungsgård på Gotland. Fram till 1973 var även Inlandsbanans bro över Luleälven kombinerad.
År 2010 invigdes den första nya bron på Inlandsbanan sedan 1940-talet, i Nässundet i Värmland. Bron innebar en stor standardförbättring, och den segelfria höjden på Bergslagskanalen i området höjdes därmed från 1,5 m till 2,2 m.

### Elektrifiering
Den sydligaste delen, Kristinehamn–Nykroppa, elektrifierades med byggstart sommaren 2010 och trafikstart i januari 2012. Första eltåget på sträckan gick den 8 januari 2012, och en invigningsceremoni med Carl-Jan Granqvist hölls den 16 januari. Samtidigt startade Tågab persontrafik på linjen. Från 2012 körs persontåg Falun–Karlstad–Göteborg på veckosluten.

### Tunnel
Inlandsbanans enda tunnel är ca 50 m lång och finns ca 1,5 kilometer sydost om Jokkmokks station.

## Trafik

### Persontrafik
Inlandsbanan trafikeras sommartid med turisttrafik Mora–Gällivare. Mellan Mora och Östersund går även trafik under vintersportsäsongen. Från säsongen 2012/2013 trafikerar även Snälltåget med reguljära nattåg via Östersund till Röjan med bussanslutning till Vemdalen. Busstrafiken står dock för merparten av kollektivtrafiken längs sträckan.
Tidigare fanns en mer omfattande och reguljär persontrafik på banan, men flera linjer lades ned under 1970- och 1980-talen. Lesjöfors–Mora nedlades 1969; Kristinehamn–Lesjöfors 1985. För turisttrafiken finns det sommartid även en bussförbindelse längs den nedlagda sträckan Persberg–Mora samt mellan Kristinehamn och Persberg.
Kristinehamn–Filipstad trafikerades tidigare året runt med ordinarie lokaltåg, men det upphörde i mitten av 1990-talet. Persontrafik mellan Kristinehamn och Nykroppa bedrevs därefter av Värmlandstrafik, men sedan 2012 består persontrafiken på sträckan av fjärrtåg i Tågabs regi, på de nya linjerna Falun–Kristinehamn–Karlstad–Göteborg och Falun–Kristinehamn–Skövde–Göteborg.

#### Vildmarkståget
Under åren 1993–1994 kördes loktåg med vagnar i turisttrafiken sommartid mellan Östersund och Arvidsjaur. Man körde ett loktåg med TMX som dragkraft och A2-vagnar. Man hade även en restaurangvagn och cafévagn. Tåget kallades för Vildmarkståget. Sommaren 1993 kördes även ett nattåg mellan Östersund och Arvidsjaur som kallades Midnattssolståget. Resenärerna var dock inte tillräckligt många, och sommaren 1994 kördes det sista Vildmarkståget. 
Efter ett uppehåll sedan 1990-talet började sedan Vildmarkståget att gå igen under 2020-talet, i samarbete med Gävles järnvägsmuseum.

#### Samarbete med Hurtigruten
Sedan början av 2000-talet samarbetar Inlandsbanan med norska Hurtigruten, vilket innebär att det blivit vanligare att utländska turister tar Hurtigruten norrut längs norska kusten, för att sedan åka Inlandsbanan söderut genom Sverige.

#### Nattåg till Härjedalens skidorter
Den 17 januari 2012 med retur den 21 januari kördes på försök nattåg från Malmö och Göteborg via Mora och vidare på Inlandsbanan till Röjan i Härjedalen för kort busstransfer till Klövsjö och Vemdalsskalet. Från och med 2013 var försöket permanent efter investeringar i fler liggvagnar. Brist på liggvagnar hindrade delvis att trafiken kom i gång redan säsongen 2011/2012. Se även Snötåget.

#### Permanent vintertrafik Mora–Östersund
I juni 2012 beslutade Regionförbundet i Jämtlands län att ge ekonomiskt stöd för permanent vintertrafik på sträckan Mora–Östersund. Det innebär att sträckan kommer att trafikeras reguljärt med tåg både vardagar och helger, under vintersäsongen. Tanken är delvis att underlätta för skidturister att ta sig till området, men tåget ska också underlätta vardagspendlingen i området. Tåget ska rulla från 31 december till 21 april, med start säsongen 2012/2013.

#### Fordon
- Ursprungligen användes ånglok.
- Från 1950-talet användes dieseldrivna motorvagnar av typ Y6 och Y8.
- Sedan 1980-talet används dieseldrivna motorvagnar av typ Y1, tillverkade av Fiat och Kalmar Verkstad.
- Diesellok och vagnar har förekommit enligt ovan.
- År 2019 köpte Inlandsbanan fem begagnade Alstom LINT 41-motorvagnar av typ Y41 från Nederländerna.

### Godstrafik
Godstrafik går nu Kristinehamn–Filipstad , Mora–Östersund–Arvidsjaur och de korta sträckorna Lomsmyren–Mora och Vansbro–Dalasågen (Vansbro ligger på den nedlagda sträckan men trafikeras via Västerdalsbanan från Borlänge). De viktigaste varorna för godstransporterna är skogsprodukter, träråvara (timmer/massaved), flis, pellets, torv m.m.
Godståg trafikerar sträckan Kristinehamn–Nykroppa efter elektrifieringen i januari 2012, vilket förkortar sträckan mellan Ställdalen och Kristinehamn med 90 kilometer för elloken. Den 1 oktober 2020 offentliggjorde Inlandsbanan ett samarbete med norska Nordlaks för transporter av färsk fisk genom Sverige på Inlandsbanan. Den 24 november 2020 offentliggjorde Inlandsbanan och norska Nor-Log en avsiktsförklaring med en satsning på hållbara transporttjänster för temperaturkänsliga varor till och inom Sverige via Inlandsbanan.

### Dressintrafik
De nedlagda sträckorna Lesjöfors–Vansbro och Dalasågen–Vika används som dressincykelbana för turister.

## Framtid
Det finns idéer att hela banan ska rustas upp för att kunna öka godstrafiken på banan. Det är inte minst staten som via Trafikverket och den nationella planen för transportsystemet är intresserade av att öka möjligheterna för godstrafik på banan. Det finns idéer att rusta upp den stängda delen Vika–Vansbro–Persberg för att kunna köra godstrafik ända ned till Kristinehamn. Man kör i dag sträckan Mora–Borlänge–Kristinehamn, men det är en omväg. Framför allt finns godskunder i Vansbro och andra platser längs sträckan. Trafik hela vägen Mora–Vansbro–Kristinehamn anses som mindre sannolikt. Skulle man i stället köra dessa transporter på järnväg skulle det betyda en betydlig avlastning för vägarna och miljön.

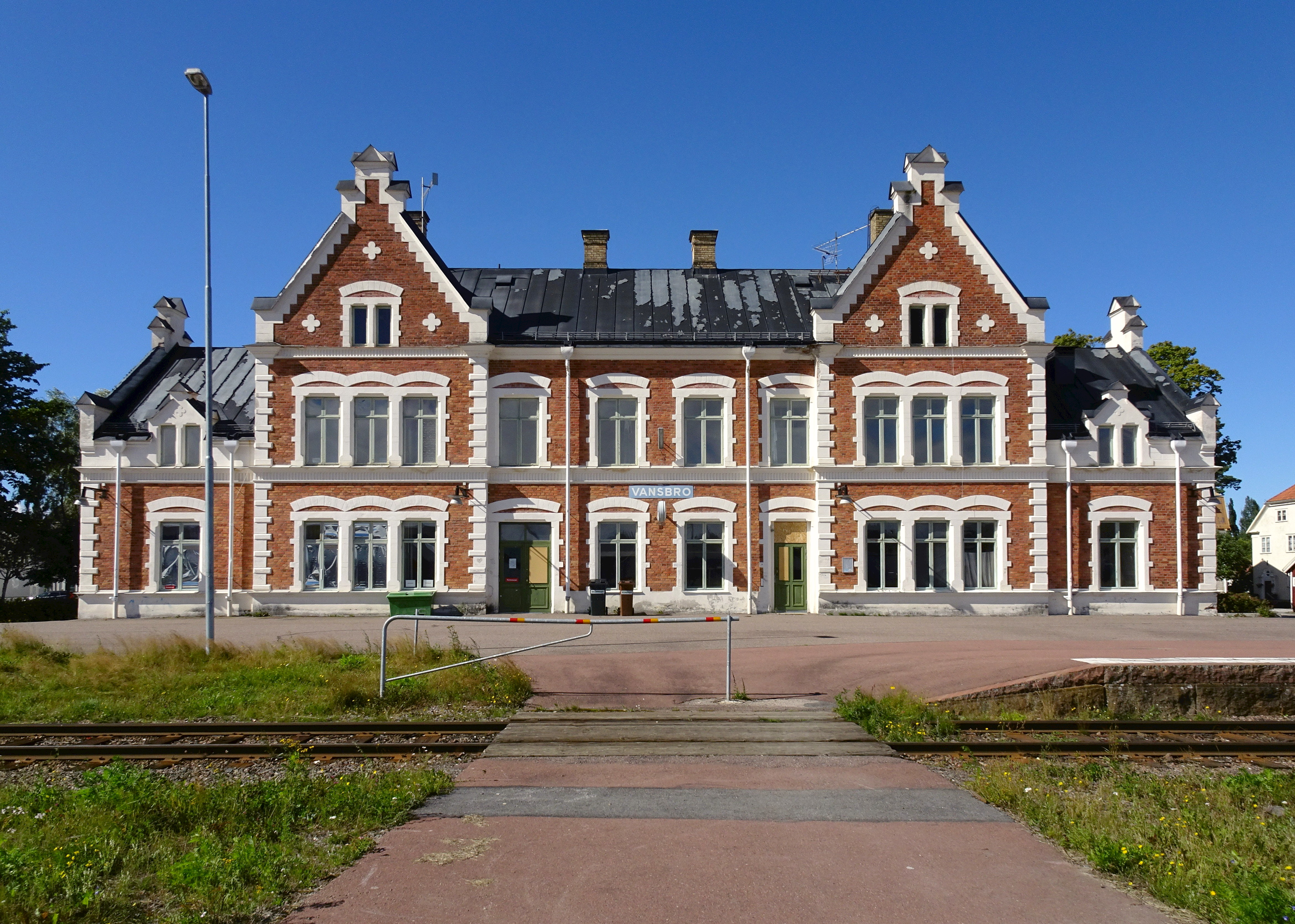
Vansbro station i Dalarna

### Elektrifiering och vätgas
Det fanns önskemål från kommunerna längs banan och från Inlandsbanan AB att rusta upp och elektrifiera hela den icke-elektrifierade delen av banan (Daglösen–Gällivare). En utredning beräknade att en elektrifiering skulle kosta 10 miljarder kronor, varför bolagets ägare och ledning i stället har förespråkat att använda vätgas som drivmedel. Målet är att reducera järnvägens koldioxidutsläpp.

### Trafikledningssystem
2017 fick Cactus Rail AB uppdraget att installera sitt trafikledningssystem (Cactus TMS) längs hela banan. Detta möjliggör fjärrstyrning av hela Inlandsbanan vilket gör att Inlandsbanan inte behöver utöka antalet tågklarerare för att matcha en trafikökning. Sedan 2020 fjärrmanövreras banan från tågledningscentraler i Sveg, Hoting och Storuman.

## Järnvägslinjer i anslutning till banan

### Anslutande huvudjärnvägar
- Värmlandsbanan
- Bergslagsbanan
- Dalabanan (Siljansbanan)
- Mittbanan
- Malmbanan

### Betydande tvärbanor
- Västerdalsbanan
- Mora–Märbäck (Älvdalen)
- Bollnäs–Orsa
- Forsmo–Hoting
- Storuman–Hällnäs
- Ulriksfors–Strömsund
- Arvidsjaur–Jörn

### Historiska bibanor
- Limedsforsen–Särna järnväg
- Nordmark–Klarälvens Järnvägar
- Falun–Rättvik–Mora Järnväg
- Hedebanan
- Sikås-–Hammerdal
- Nyhyttan–Filipstad Östra–Finnshyttan

## Galleri

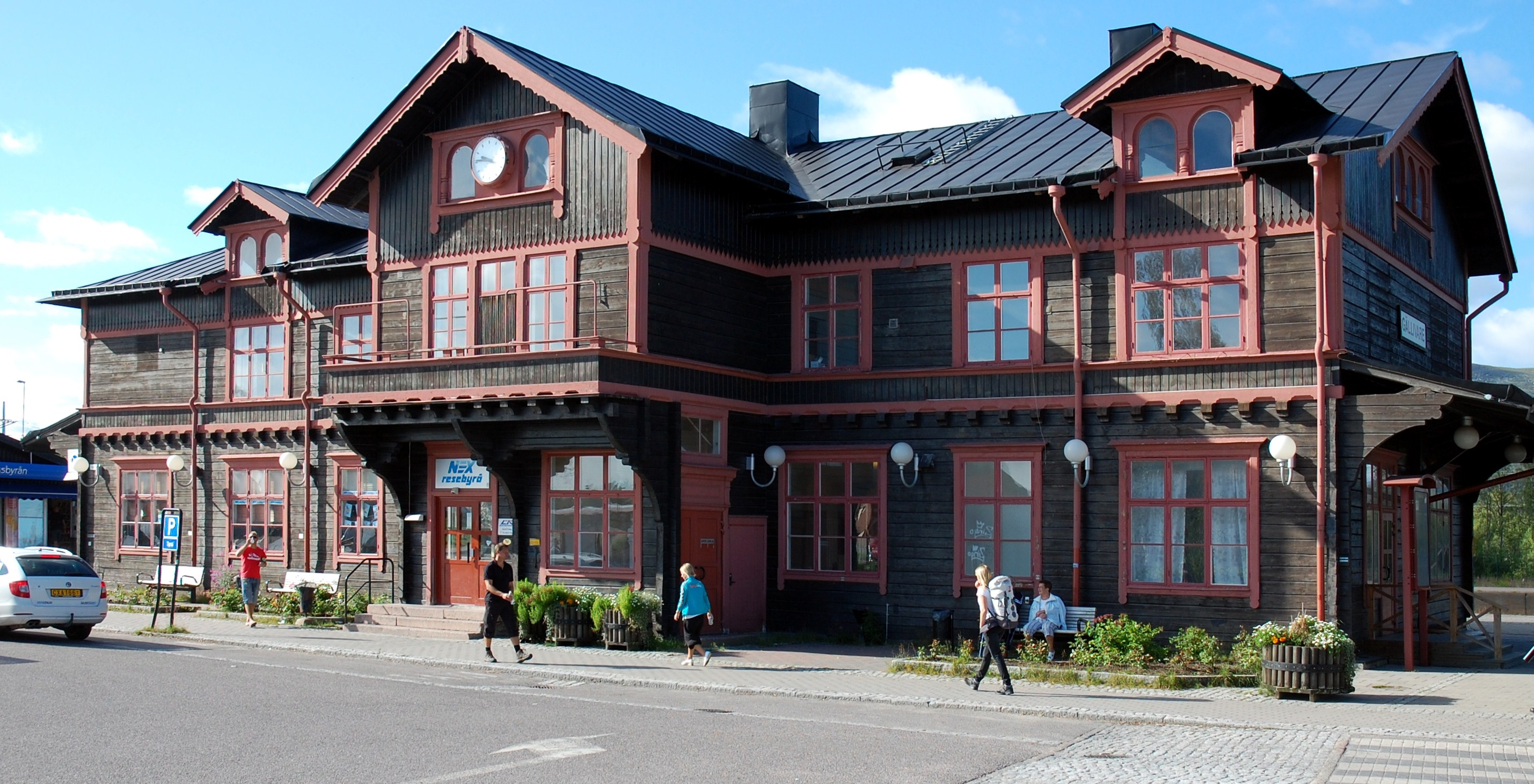
Gällivare station är Inlandsbanans nordligaste utpost.
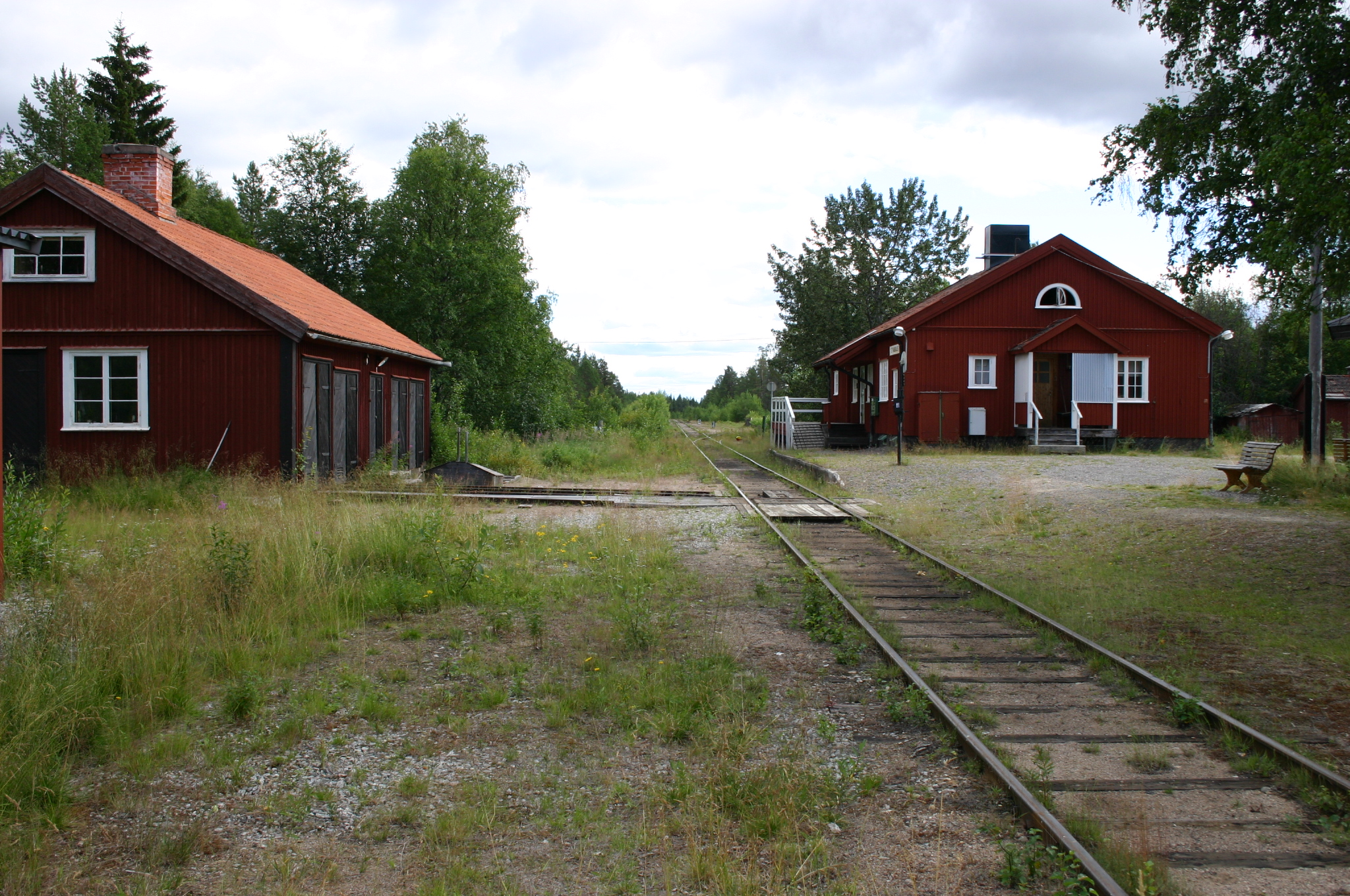
Kåbdalis station.
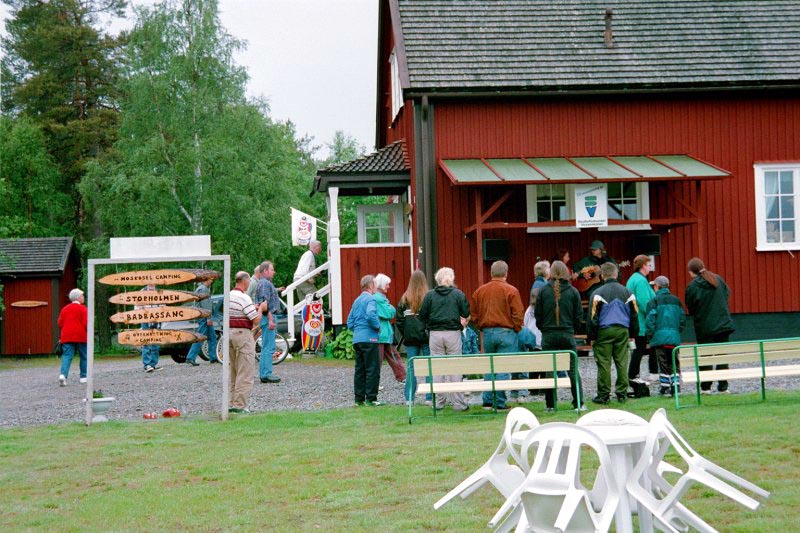
Underhållning för Inlandsbanans resenärer i Moskosel, sommaren 2000.
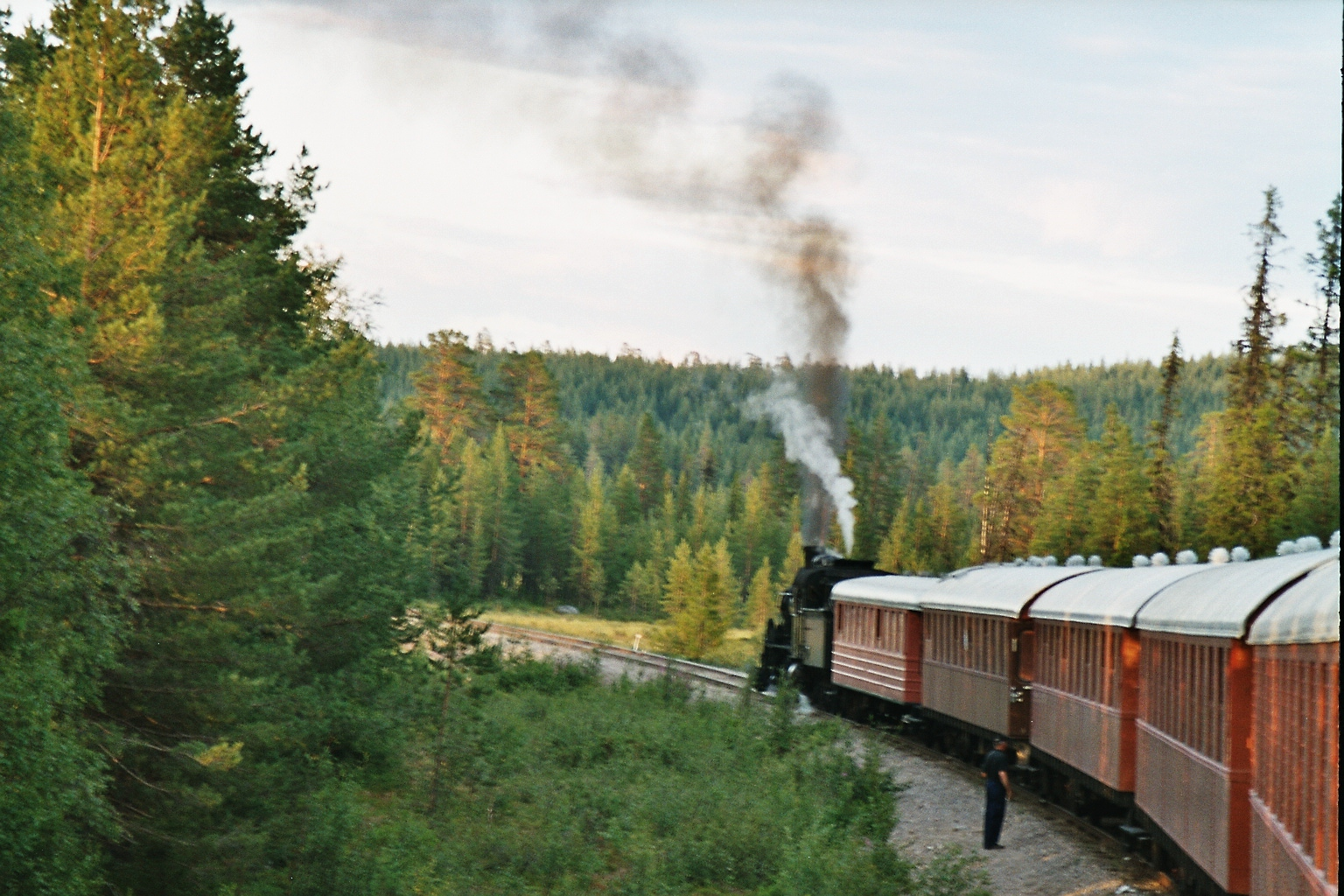
Turisttåg med ånglok.
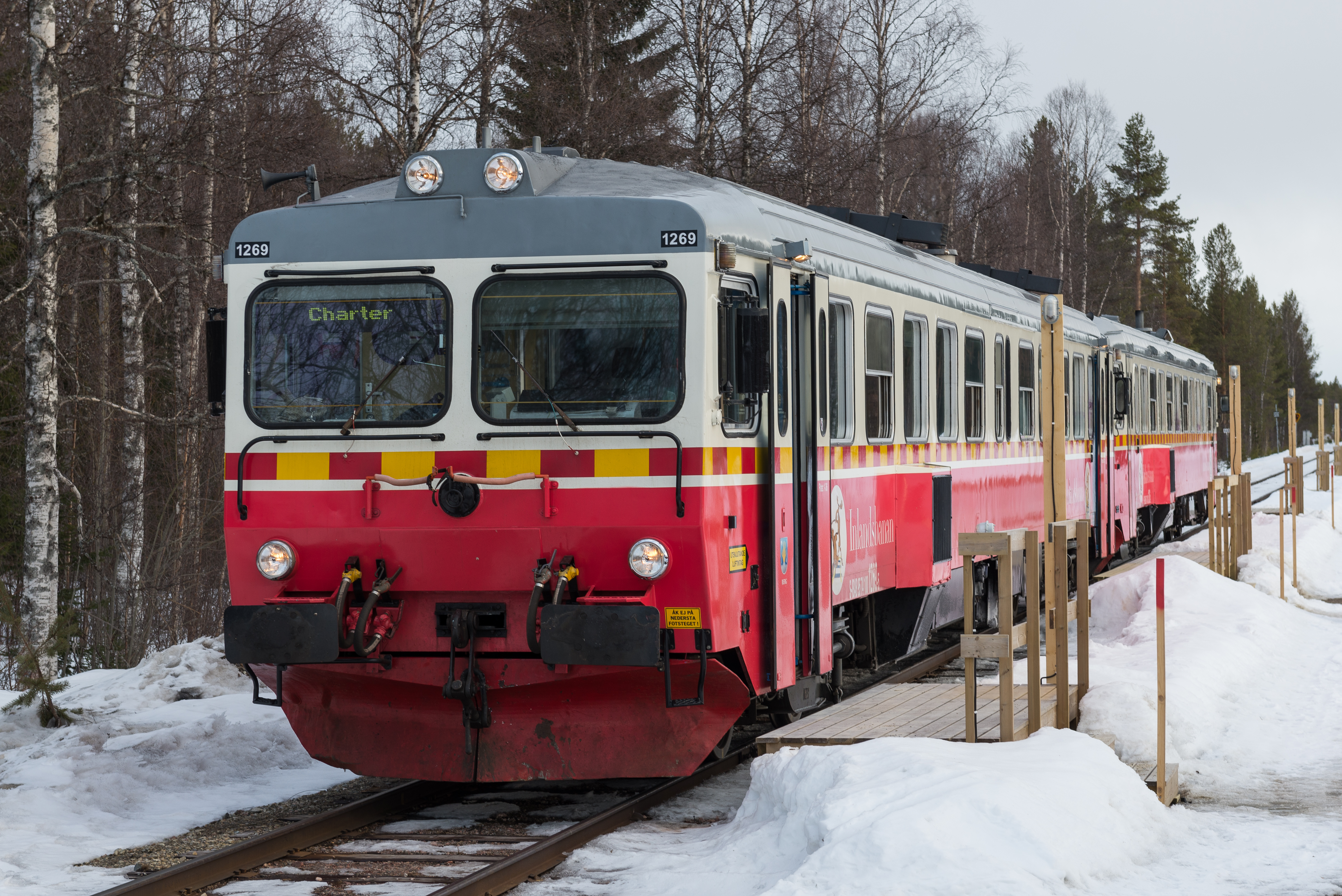
Byn Röjan i mars 2013.
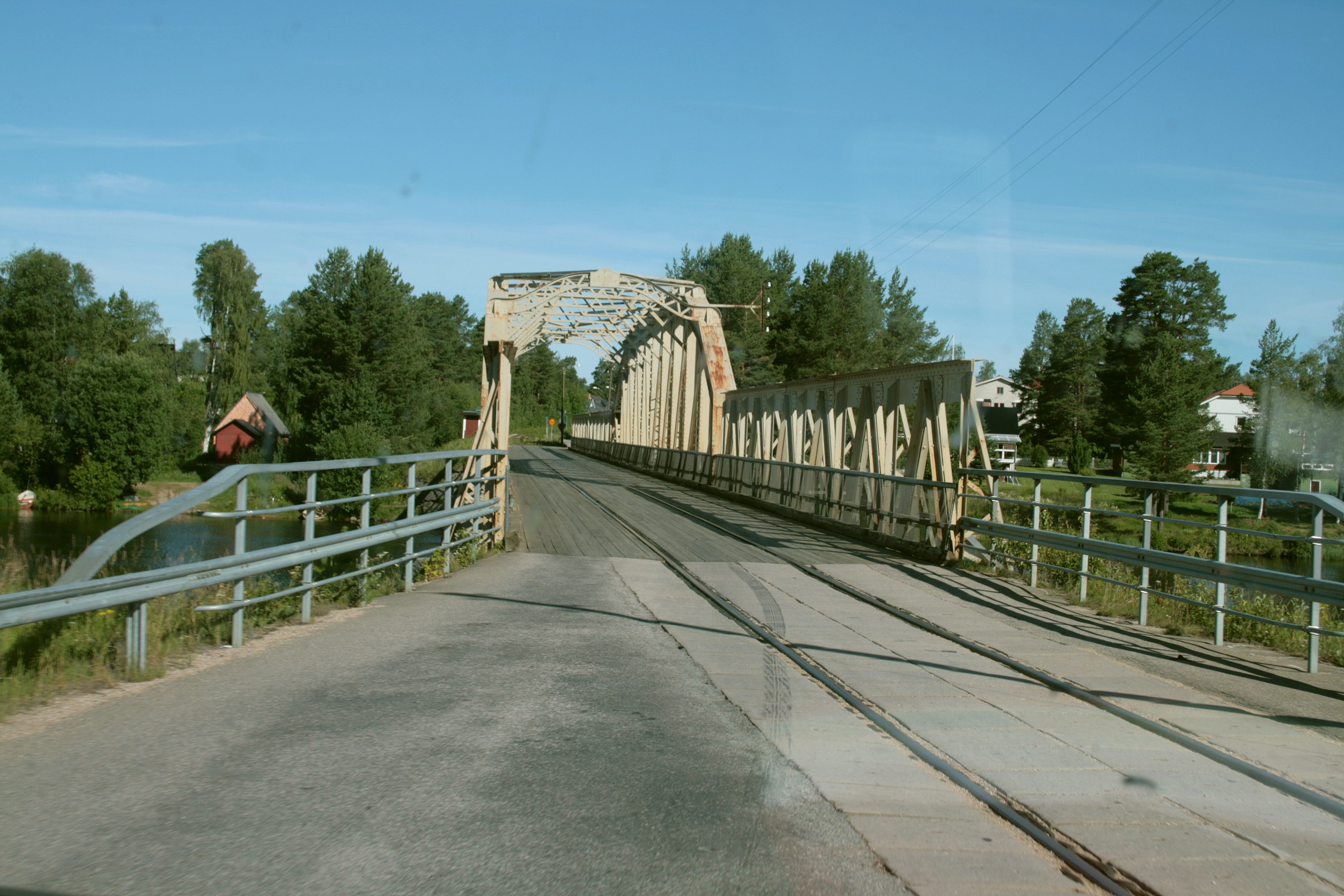
Kombinerad väg- och järnvägsbro i Sveg.
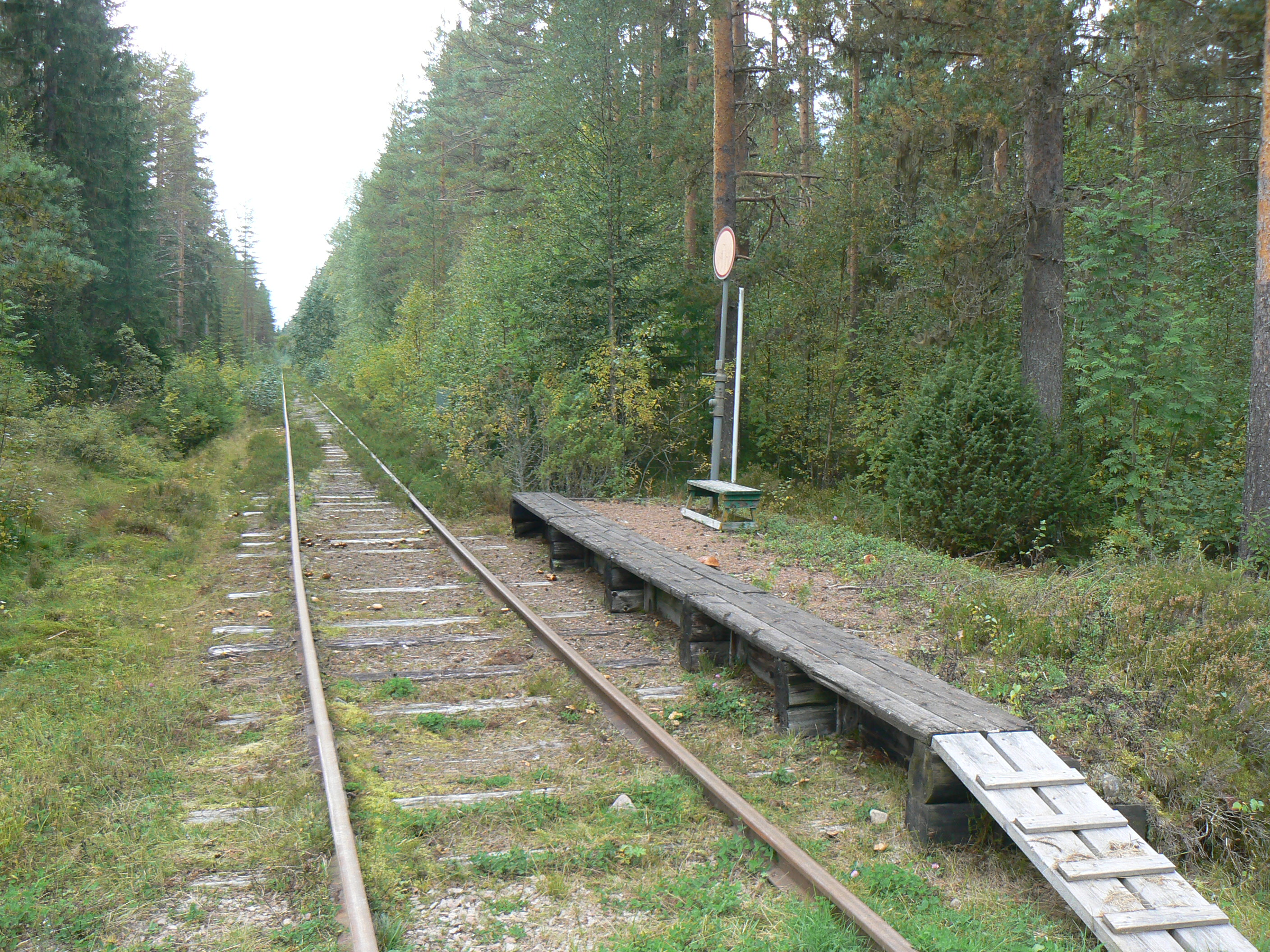
Siljansfors hållplats på den nedlagda sträckan mellan Mora och Vansbro.
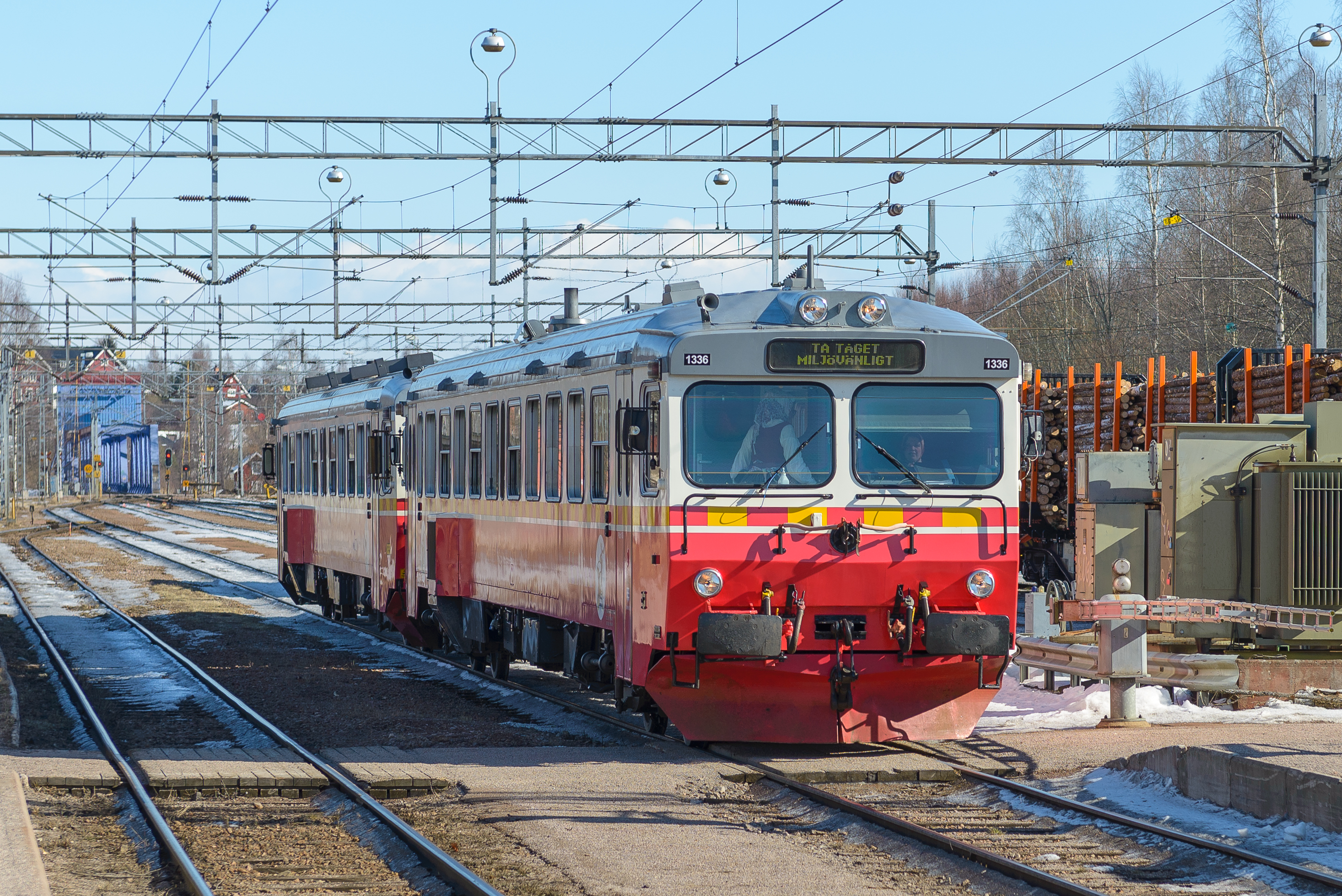
Tåg på väg in på Mora station, mars 2013.
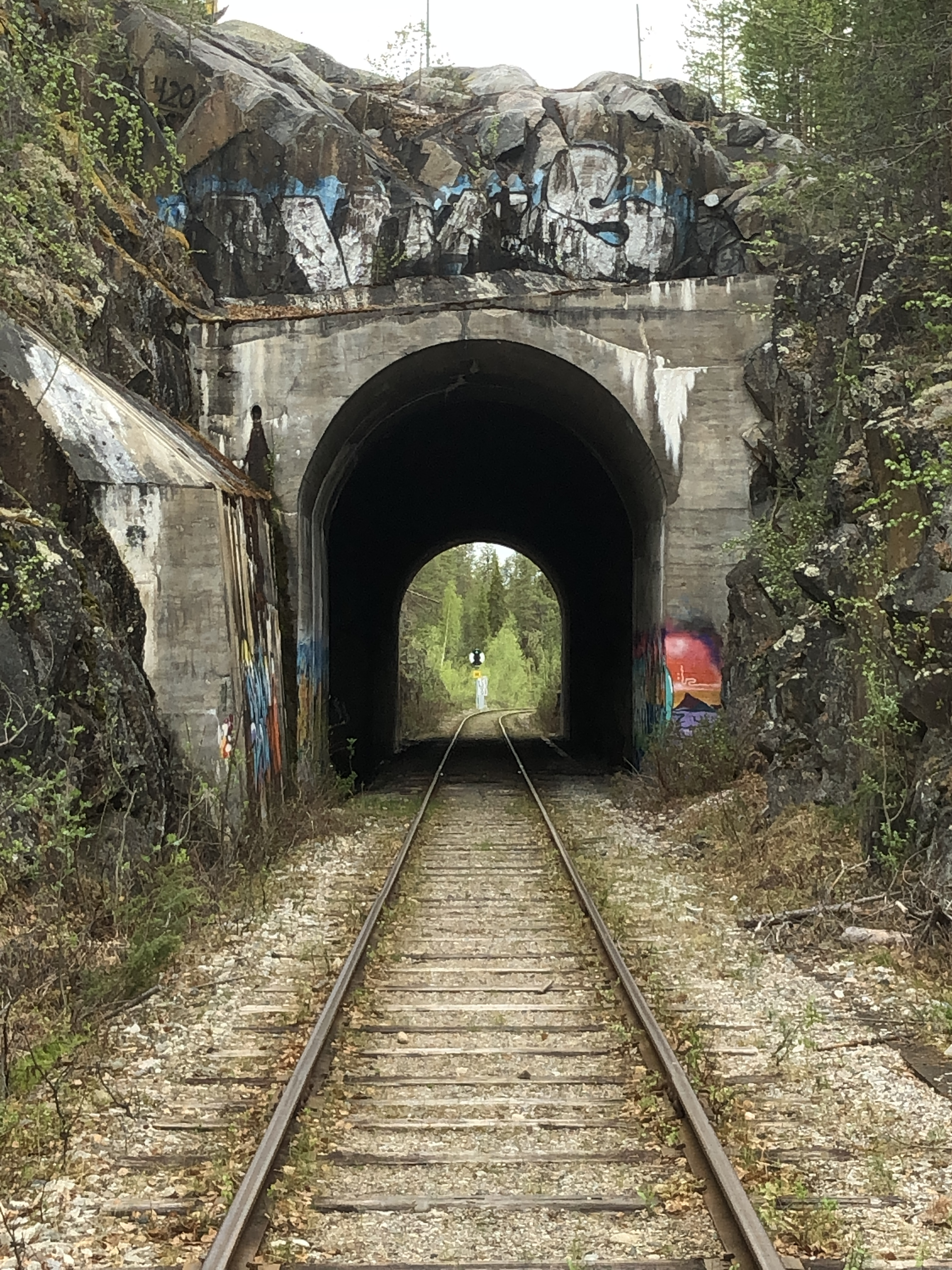
Inlandsbanans enda tunnel.
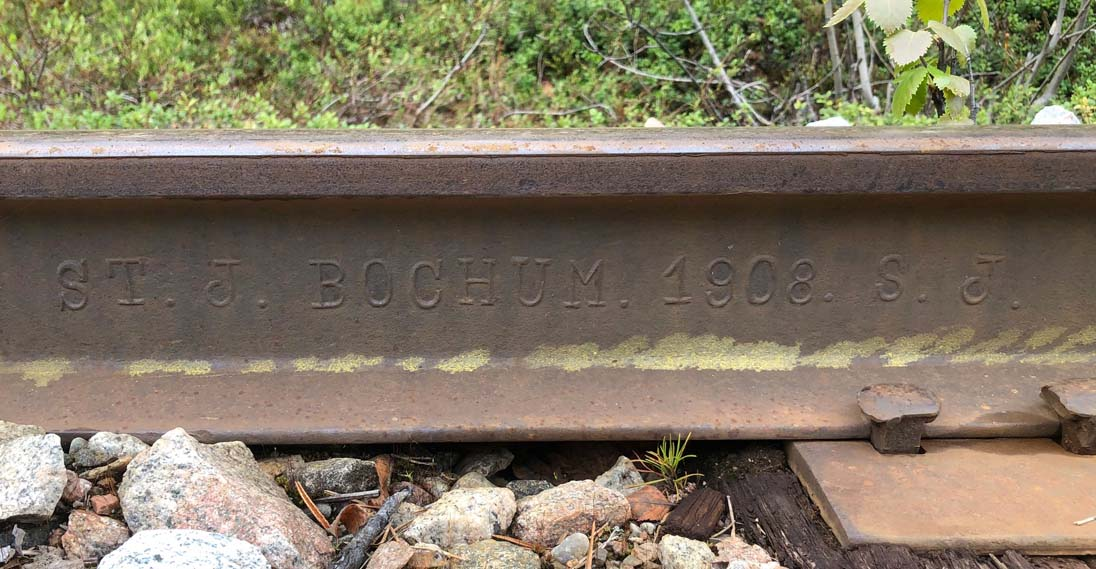
Räl från inlandsbanan söder om Jokkmokk, märkt med år 1908.